# Grigori Grigorjewitsch Romodanowski
Grigori Grigorjewitsch Romodanowski (russisch Григорий Григорьевич Ромодановский; * in Moskau; † 15. Maijul. / 25. Mai 1682greg. ebenda) war ein russischer Offizier, Staatsbeamter und Politiker.

## Leben
Romodanowski stammte aus einer alten russischen Fürstenfamilie, die sich auf Rjurik zurückführte. Sein Vater Grigori Petrowitsch Romodanowski diente nacheinander Fjodor I., Boris Godunow, Wassili IV. und Michael I. und hatte 7 Söhne.
Romodanowski nahm 1654 im Rang eines Stolnik in der von Wassili Wassiljewitsch Buturlin geführten Gesandtschaft am Rat von Perejaslaw teil. 1654–1659 war er einer der russischen Woiwoden im Russisch-Polnischen Krieg 1654–1667. Im Februar 1655 nahm er in Moskau an dem Treffen mit dem Griechisch-Orthodoxen Patriarchen von Antiochien Makari teil. Im März 1655 erhielten Romodanowski und Buturlin in Bila Zerkwa das Kommando über Truppen, die zusammen mit den Saporoger Kosaken unter Hetman Bohdan Chmelnyzkyj vorgehen sollten. Im Juli rückten sie auf Lemberg vor. Im September meldeten sie dem Zaren Alexei I. die Einnahme von Tschortkiw und weiteren Städten und dass der Bruder Pawel Potocki des Großhetmans der polnischen Krone Stanisław Potocki sich ergeben habe und sich dem Zaren unterwerfe. Als das Heer der Russen und Kosaken sich Lemberg näherte, wich Großhetman Potocki mit seinen polnisch-litauischen Truppen der Schlacht aus und zog sich von Lemberg nach Horodok zurück. In der Schlacht bei Horodok im September 1655 siegten die russischen Truppen (unter Romodanowski) und Kosaken (unter  Grigori Sofonjewitsch Lesnizki). Als bald darauf der Khan der Krim in die Ukraine vordrang, gaben die russisch-kosakischen Truppen die Belagerung Lembergs auf und zogen gegen den Khan, dem sich Pjotr Potocki mit polnisch-litauischen Truppen angeschlossen hatte. Vor und nach der Schlacht bei Oserna verhandelte der Khan vergeblich mit Chmelnyzkyj über einen Seitenwechsel der Saporoger Kosaken. Schließlich stimmte der Khan erneut der Neutralität zwischen Polen-Litauen und dem Zarentum Russland zu.
1656 wurde Romodanowski Woiwode in Belgorod. Als 1657 der Aufstand der Hetmane Jakow Fjodorowitsch Barabasch und Martyn Puschkar der Saporoger Kosaken in der  Linksufrigen Ukraine gegen den neuen Hetman der ukrainischen Kosaken Iwan Wyhowskyj neu entflammte, stand Romodanowski mit Truppen in Perejaslaw. Im Februar 1658 kam es zu einer Ratsversammlung in Perejaslaw, in der Wyhowskyj als Hetman im Namen des Zaren öffentlich bestätigt wurde. Der Gesandte des Zaren Bogdan Matwejewitsch Chitrowo konnte dann Puschkar bewegen, sein Heer aufzulösen, und Romodanowski nach Belgorod zurückzuschicken. Jedoch flammte der Aufstand wieder auf. Nach der Niederschlagung des Aufstands durch Truppen des Hetmans Wyhowskyj und des Krim-Khans verhaftete Romodanowski aktive Teilnehmer des Aufstands. Barabasch kam mit seinen Anhängern zu Romodanowski und unterwarf sich dem Zaren. Darauf wurde Romodanowski angewiesen, Barabasch zu verhaften und zum Gericht in Kiew zu schicken. Unterwegs wurde Barabasch von Anhängern Wyhowskyjs entführt. Bald griff Wyhowskyj Kiew und weitere russisch besetzte Städte an. Romodanowski führte nun 1658–1659 Krieg gegen Wyhowskyj, der auf die Seite Polen-Litauens gewechselt war.
Nach der Schlacht bei Slobodyschtsche der Saporoger Kosaken unter Chmelnyzkyj gegen Truppen Polen-Litauens und des Krim-Khans wechselte Chmelnyzkyj auf die Seite Polen-Litauens, was zu neuem Bürgerkrieg in der Ukraine führte. Romodanowski führte russische Truppen gegen polnische, kosakische und krimtatarische Truppen und entsetzte 1662 das belagerte Perejaslaw, das Hetman Jakym Somko verteidigte. Chmelnyzkyjs Truppen wurden bei Kaniw in die Flucht geschlagen.
Ende 1663 begann König Johann II. Kasimir seinen Feldzug in die Linksufrige Ukraine. Die polnischen Truppen besetzten Woronkiw, Boryspil, Hoholiw, Oster, Krementschuk, Lochwyzja, Lubny, Romny und Pryluky und umgingen die Garnisonsstädte Kiew, Perejaslaw, Tschernihiw und Nischyn. Aufgehalten wurden sie dann durch die Belagerung Hluchiws. Die Belgoroder Truppen unter Romodanowskis Führung vereinigten sich mit den Kosaken  Iwan Brjuchowezkyjs und schlugen die polnischen Truppen zurück. Bei Nowhorod-Siwerskyj erlitten die polnischen Truppen auf ihrem Rückzug eine schwere Niederlage. 1665 erhielten Romodanowski und Brjuchowezkyj den Bojarenrang.
Während des Rasin-Aufstands drang Rasins Bruder Frol Rasin 1670 in die Sloboda-Ukraine vor und belagerte am Don die Festung Korotojak der Belgoroder Verteidigungslinie. Als Romodanowski in Ostrogoschsk vom Korotojaker Woiwoden die Nachricht erhielt, marschierte er mit den von Hetman Demjan Mnohohrischnyj geschickten Kosaken nach Korotojak und schlug die Aufständischen zurück.
Während des Osmanisch-Polnischen Kriegs 1672–1676 und des Russisch-Türkischen Kriegs (1676–1681) führte Romodanowski 1674–1678 Truppen in den Tschyhyryn-Feldzügen. Danach diente er am Zarenhof. 1682 nahm er an der von Fjodor III. einberufenen Versammlung zur Frage der Rangplatzordnung beim Militär (Mestnitschestwo) teil und unterzeichnete das Versammlungsdokument über die Abschaffung der Rangplatzordnung. Während des Moskauer Aufstands 1682 wurde Romodanowski von Strelizen getötet.
Romodanowski war verheiratet und hatte die Söhne Andrei und Michail.